# Davallia cuneiformis
Davallia cuneiformis là một loài dương xỉ trong họ Davalliaceae. Loài này được Sw. mô tả khoa học đầu tiên năm 1801.
Danh pháp khoa học của loài này chưa được làm sáng tỏ. 